# Alexandru Dudoglo
Alexandru Dudoglo, né le 20 mars 1989, est un haltérophile moldave.

## Biographie
Le 31 août 2016, le Comité international olympique annonce sa disqualification des Jeux de Pékin en raison de la présence de stanozolol dans les échantillons prélevés lors de ces Jeux.

## Palmarès

### Jeux olympiques
- JO de 2008 à Pékin
  - 9e en moins de 69 kg. Disqualifié

### Championnats du monde
- 2014 à Almaty
  - 13e en moins de 85 kg.
- 2011 à Paris
  - non classé en moins de 77 kg.
- 2010 à Antalya
  - 11e en moins de 77 kg.
- 2009 à Goyang
  - non classé en moins de 69 kg.
- 2007 à Chiang Mai
  - 8e en moins de 69 kg.

### Championnats d'Europe
- 2015 à Tbilissi
  -  Médaille d'argent en moins de 85 kg.
- 2012 à Antalya
  -  Médaille d'argent en moins de 77 kg.